# 香港警察，知法犯法
「香港警察，知法犯法」，是香港的一個社會運動和示威者抗爭的政治口號，以及對香港警隊的批評用語。代表強烈不滿香港警隊暴力執法及破壞社會秩序。

## 香港警務處處長不慎言論
- 在2021年2月，香港警務處處長鄧炳強，在記者招待會期間曾一度表示，作為警察更應該要知法犯法，後來更正為口誤，應是知法守法。但部分網民諷刺第一句才是『真心話』。[4][5][6][7][8]